# MAZ-5337
Der Lastkraftwagen MAZ-5337 (russisch МАЗ-5337, deutsche Transkription eigentlich MAS-5337) ist ein Lkw-Typ des belarussischen Fahrzeugherstellers Minski Awtomobilny Sawod, der seit dem Jahr 1987 in Serie produziert wird. Seit 2002 wird der modernere Nachfolger MAZ-5340 parallel gefertigt.

## Beschreibung
Wie beim Vorgänger MAZ-5335 auch wurden Dieselmotoren von JaMZ verbaut. Zunächst kam noch eine überarbeitete Version des JaMZ-236-Sechszylinders zum Einsatz, die schon seit mehr als 30 Jahren bei MAZ verbaut wurde. Inzwischen wird das Modell mit neueren Typen ausgeliefert. Zwischenzeitlich wurde auch die zulässige Gesamtmasse auf 18 Tonnen gesteigert. Die aktuelle Version des Fahrzeugs entspricht der Abgasnorm Euro-3.
Das Fahrzeug wurde in Frontlenkerbauweise mit kippbarem Fahrerhaus ausgeführt und verfügt über die Antriebsformel (4×2). Im Laufe der Jahre gab es eine Weiterentwicklung, mit MAZ-53371 bezeichnet. Der Kipper MAZ-5551 ist vom MAZ-5337 abgeleitet. Außerdem wurde eine Version gebaut, die für Temperaturen bis −60 °C ausgelegt war.
Optisch sind die Fahrzeuge leicht mit dem MAZ-5336 zu verwechseln. Dieser verfügt jedoch über ein längeres Fahrerhaus, was sich durch eine ca. einen halben Meter breitere B-Säule hinter dem Seitenfenster bemerkbar macht.
Technisch auf dem Fahrzeug basierend wurde und wird eine Variante als mittelschwere Zugmaschine gefertigt, der MAZ-5433.

## Technische Daten

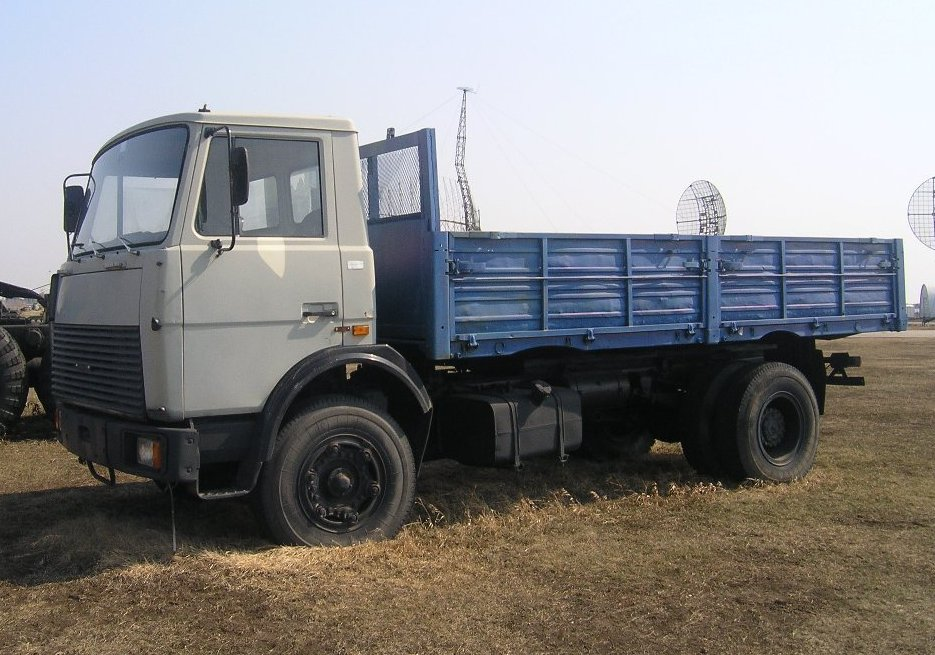
MAZ-5337 mit Pritsche

Für die aktuelle Ausführung, ohne Aufbau
- Motortyp: JaMZ-6563.10, früher auch JaMZ-236M2
- Motor: Sechszylinder-Viertakt-Dieselmotor
- Leistung: 169 kW (230 PS)
- Getriebe: JaMZ-2361-06, 5 Vorwärtsgänge
- Bereifung: 11.00R20, alternativ 12.00R20
- Tankinhalt: 200 l
- Radstand: 3950 mm

Gewichte
- Zulässiges Gesamtgewicht: 18 Tonnen
- Leergewicht: 6,35 Tonnen (ohne Aufbau)
- Zulässige Achslast vorne: 6,5 Tonnen
- Zulässige Achslast hinten: 11,5 Tonnen
- max. Zuladung: 11,65 Tonnen

Abmessungen
Alle Angaben für das Pritschenmodell
- Länge über alles: 7100 mm
- Breite: 2500 mm (ohne Außenspiegel)
- Höhe: 2900 mm
- Länge der Ladefläche: 4965 mm